# Irena Tyl
Irena Tyl – polska aktorka teatralna.

## Życiorys
W latach 60. i 70. występowała w krakowskim zespole "Margaretki". Po ukończeniu studiów występowała w Teatrze STU w Krakowie, a później w warszawskim Teatrze Komedia. Była laureatką Festiwalu Polskiej Piosenki w Opolu, a w 1990 zdobyła również główną nagrodę na Przeglądzie Piosenki Aktorskiej we Wrocławiu (wraz z Katarzyną Kubat). Razem z Anną Komorowską występowała w satyrycznym duecie muzycznym "Korniki". Pojawiła się w filmach "Greta" w reżyserii Krzysztofa Grubera (1986) oraz "Zamknąć za sobą drzwi" (1988). Gościnnie wystąpiła również w serialu "07 zgłoś się".
W 1994 po raz pierwszy można było ją zobaczyć w Kabarecie Olgi Lipińskiej (program: "Wart pałac Paca"), w którym wcieliła się w rolę "towarzyszki Kornik". Współpracę z programem telewizyjnym kontynuowała aż do jego rozwiązania w 2005. W 2006 wystąpiła w spektaklu "Cud mniemany czyli Krakowiacy i Górale" w reżyserii Olgi Lipińskiej jako Stara Baba.
W wolnych chwilach swój czas poświęca rękodziełu artystycznemu – według XIX wiecznej receptury wykonując recznie malowane manekiny. Należy do Biblioteki Akustycznej, która zajmuje się wydawaniem książek mówionych.